# يوهان كارلسون (تنس)
يوهان كارلسون (بالسويدية: Johan Carlsson) مواليد 29 يناير 1966 في لينشوبينغ، هو لاعب كرة مضرب سويدي سابق بدأ مسيرته كمحترف سنة 1984 وكان يلعب باليد اليمنى. أعلى تصنيف له في الفردي كان المركز الـ 81 في سنة 1987. أعلى تصنيف له في الزوجي كان 155.

## النهائيات

### الزوجي: (3)
| الرقم | السنة | الدورة                      | الأرضية | الشريك       | المنافس في النهائي       | النتيجة في النهائي |
| ----- | ----- | --------------------------- | ------- | ------------ | ------------------------ | ------------------ |
| 1.    | 1984  | تارفيمونده، ألمانيا الغربية | ترابية  | بيتر سفينسون | إيغور فلجو شاهار بيركس   | 5–7, 6–4, 6–2      |
| 2.    | 1990  | ناغويا، اليابان             | صلبة    | ديفيد لويس   | شوزو ماتسوكا شايجرو أوتا | 7–5, 6–2           |
| 3.    | 1991  | زالتسبورغ، النمسا           | ترابية  | ديفيد إنجل   | بروس درلين مارتن زينر    | 7–6, 6–2           |

## روابط خارجية
- يوهان كارلسون على موقع رابطة محترفي التنس (الإنجليزية)
- يوهان كارلسون على موقع الاتحاد الدولي لكرة المضرب (الإنجليزية)
- يوهان كارلسون على موقع خلاصة التنس.كوم (الإنجليزية)